# المسلام (عبس)

تعديل مصدري - تعديل

المسلام هي إحدى قرى عزلة مطولة بمديرية عبس التابعة لمحافظة حجة، بلغ تعداد سكانها 179 نسمة حسب تعداد اليمن لعام 2004.